# Tarcal
Tarcal là một thị trấn thuộc hạt Borsod-Abaúj-Zemplén, Hungary. Thị trấn này có diện tích 53,73 km², dân số năm 2010 là 2912 người, mật độ 54 người/km².